# Igreja de São Nicolau (Wilden)
A Igreja de São Nicolau é a igreja paroquial de Wilden, Bedfordshire, Inglaterra, na Diocese de St Albans . Tornou-se um edifício listado como Grau I em 13 de julho de 1964.
A construção actual data principalmente do século XV, mas uma construção anterior no local aparece numa pequena parte da parede sul, que data do século XIV.
A igreja ainda realiza cultos de domingo.